# Deee-Lite

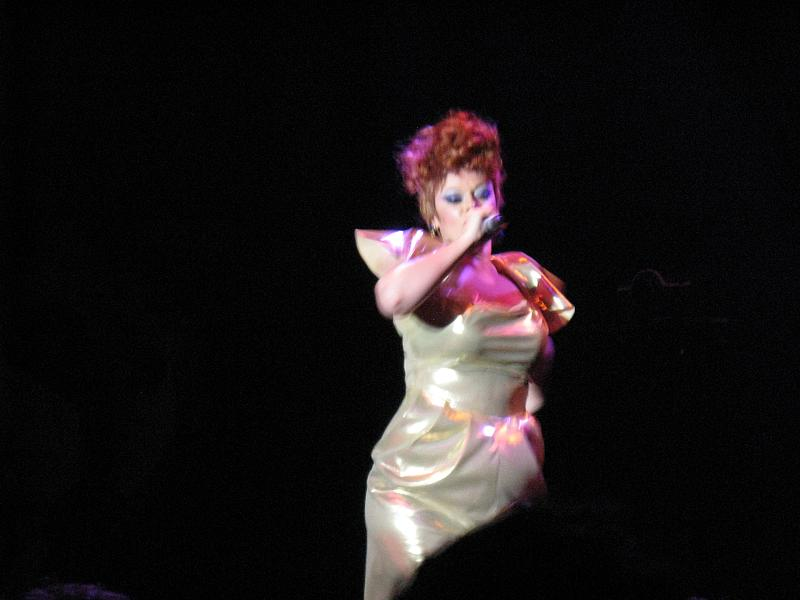
Lady Miss Kier

Deee-Lite – amerykańska grupa grająca muzykę z gatunków house, techno i funk; założona w 1986 w Nowym Jorku, początkowo jako duet, w skład którego wchodzili pochodząca z Ohio wokalistka Keir Kirby (ps. Lady Miss Kier) oraz ukraiński gitarzysta i klawiszowiec Dmintrij Bill (ps. Super D.J. Dmitry), od 1987 w skład zespołu wchodził także współodpowiedzialny za sampling Towa Tei (ps. Jungle D.J. Towa Towa; urodzony w Jokohamie, z pochodzenia Koreańczyk).
Przed powstaniem zespołu Kier pracowała jako kelnerka. Dmitry udzielał się w okresie nauki jako gitarzysta amatorskiego zespołu rockowego Szazork, natomiast po opuszczeniu Związku Radzieckiego został szatniarzem w klubie Limelight. Oboje poznali się w 1982 i po paru latach pobrali się. Pierwszy występ Deee-Lite miał miejsce w klubie Siberia. Dzięki technice samplingu udało im się stworzyć nowoczesną muzykę dance, w której połączono style funk, techno, house oraz rap. Teksty stanowiły mieszaninę dowcipnych słów oraz sloganów, chociaż w niektórym z nich próbowano nadać poważniejszy charakter, czego przykładem jest Riding on Through powstały wskutek konfliktu zbrojnego na Bliskim Wschodzie. Poza tym wypowiadali się też na inne tematy takie jak zanieczyszczenia środowiska (I Had A Dream I Was Falling Through A Hole In The Zone), nieprawidłowości w działaniu aparatu sprawiedliwości w USA (Fuddy Duddy Judge) czy antykoncepcja (Rubber Love). Twórczość Deee-Lite miała otoczkę świadomego kiczu, członkowie zespołu sami projektowali sobie pstrokate kostiumy, a ściany mieszkań pokryte były różowym futrem. Ogromną popularność przyniosła im sprzedana w 500 000 egzemplarzy płyta World Clique. Byli zapraszani na wydarzenia takie jak festiwal Rock In Rio (1991) czy koncert George'a Clintona na Montreaux Jazz Festival (ten sam rok). Na tym ostatnim wykonali swój cover Not Just Knee Deep z repertuaru Funkadelic. Muzyka Deee-Lite była używana na pokazach mody takich jak kolekcja Thierry'ego Muglera, Todda Oldhama czy Isaaca Mizrahi. 
Największy przebój grupy - Groove Is In The Heart - został oparty na kilku samplach, w tym m.in. na figurze basowej z nagrania Herbiego Hancocka pt. Bring Down The Birds; piosenka Deee-Lite została nagrana z gościnnym udziałem Bootsy'ego Collinsa.

## Dyskografia
Albumy studyjne:
- World Clique (1990)
- Infinity Within (1992)
- Dewdrops in the Garden (1994)

Albumy kompilacyjne:
- Dewdrops in the Remix (1995)
- Sampladelic Relics & Dancefloor Oddities (1996)
- The Very Best of Deee-Lite (2001)